# 1347 Patria
1347 Patria је астероид главног астероидног појаса са пречником од приближно 32,40 .
Афел астероида је на удаљености од 2,743 астрономских јединица (АЈ) од Сунца, а перихел на 2,398 АЈ.
Ексцентрицитет орбите износи 0,067, инклинација (нагиб) орбите у односу на раван еклиптике 11,864 степени, а орбитални период износи 1505,677 дана (4,122 године).
Апсолутна магнитуда астероида је 11,60 а геометријски албедо 0,038.
Астероид је откривен 6. новембра 1931. године.